# Liste der Biografien/Suh
Liste der Biografien |
Portal Biografien |
Personensuche
# |
A |
B |
C |
D |
E |
F |
G |
H |
I |
J |
K |
L |
M |
N |
O |
P |
Q |
R |
S |
T |
U |
V |
W |
X |
Y |
Z |
?
 
Sa |
Sb |
Sc |
Sd |
Se |
Sf |
Sg |
Sh |
Si |
Sj |
Sk |
Sl |
Sm |
Sn |
So |
Sp |
Sq |
Sr |
Ss |
St |
Su |
Sv |
Sw |
Sy |
Sz
 
Sua |
Sub |
Suc |
Sud |
Sue |
Suf |
Sug |
Suh |
Sui |
Suj |
Suk |
Sul |
Sum |
Sun |
Suo |
Sup |
Suq |
Sur |
Sus |
Sut |
Suu |
Suv |
Suw |
Sux |
Suy |
Suz
Die Liste der Biografien führt alle Personen auf, die in der deutschsprachigen Wikipedia einen Artikel haben. Dieses ist eine Teilliste mit 117 Einträgen von Personen, deren Namen mit den Buchstaben „Suh“ beginnt.

## Suh
- Suh Awa, Pius (1930–2014), kamerunischer Geistlicher, römisch-katholischer Bischof von Buéa
- Suh Sui Cho (1922–2008), hongkong-chinesischer Tischtennisspieler
- Suh, Anna Wallis, US-amerikanische Missionarin
- Suh, Hoon (* 1954), südkoreanischer Nachrichtendienst-Chef
- Suh, Hyo-sun (* 1966), südkoreanische Hockeyspielerin
- Suh, Hyo-won (* 1987), koreanische Tischtennisspielerin
- Suh, Ndamukong (* 1987), US-amerikanischer American-Football-SpielerNdamukong Suh (* 1987)

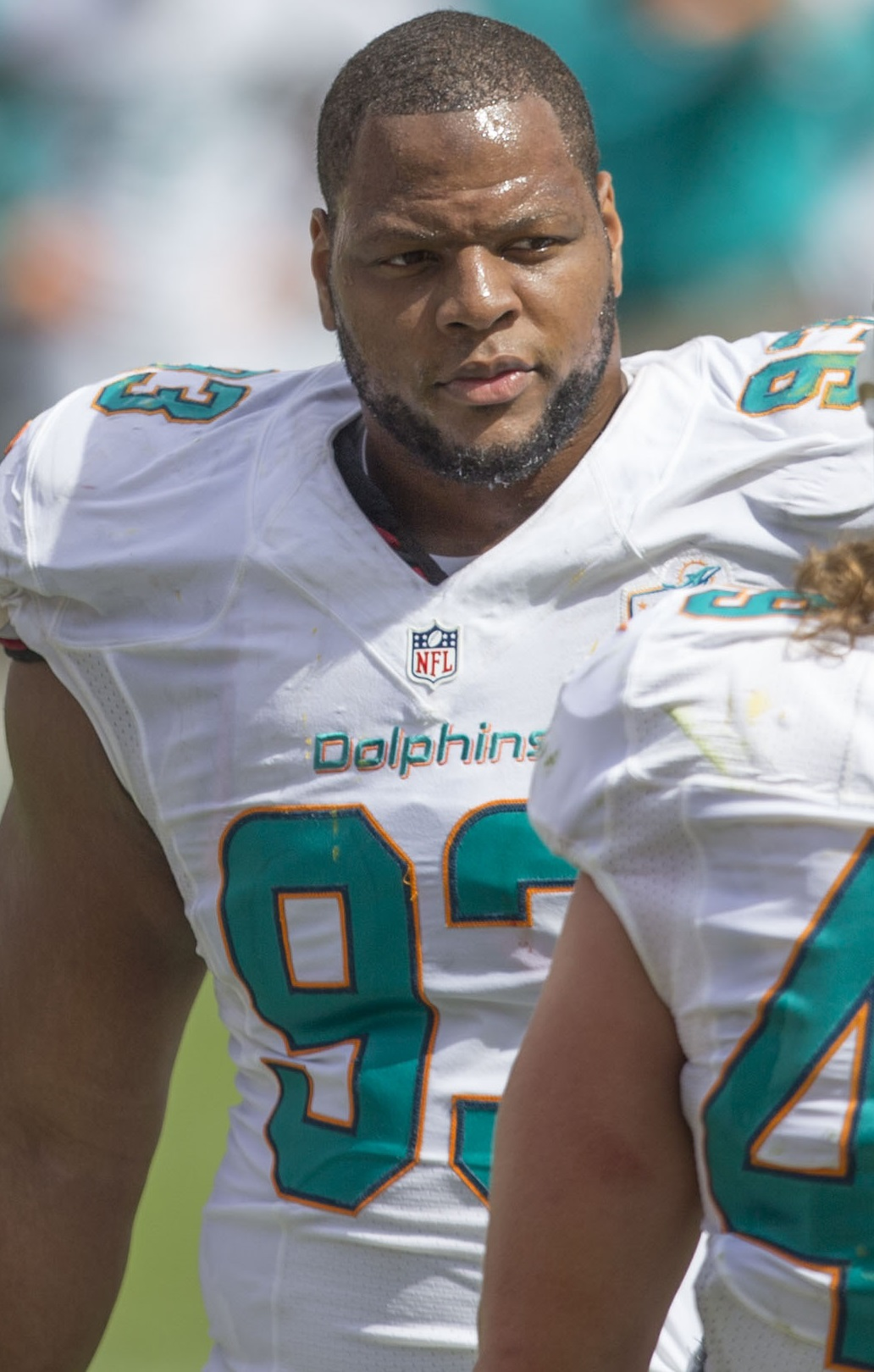
Ndamukong Suh (* 1987)

- Suh, Seok-kyu (* 1983), südkoreanischer Bahn- und Straßenradrennfahrer
- Suh, Seung-il (* 1959), südkoreanischer Boxer im Superbantamgewicht
- Suh, Soojin (* 1984), südkoreanische Jazzmusikerin (Schlagzeug, Komposition)
- Suh, Yongsun (* 1951), südkoreanischer Maler und Bildhauer

### Suha
- Suhadolc, Mojca (* 1975), slowenische Skirennläuferin
- Suhaib ar-Rūmī († 659), Prophetengefährte
- Suhail, Ahmed (* 1999), katarischer Fußballspieler
- Suhail, Buti bin (1851–1912), Cousin von Scheich Maktum bin Hascher, Herrscher im Emirat Dubai
- Suhaili bin Haj Mohiddin, Stellvertretender Mufti des Sultanats Brunei
- Suhaili, Azri (* 2002), singapurischer Fußballspieler
- Suhaimee Roman (* 1998), thailändischer Fußballspieler
- Suhaimi Matyadam (* 1995), thailändischer Fußballspieler
- Suhaimi, Muhaimin (* 1995), singapurischer Fußballspieler
- Suhaimi, Raoul (* 2005), singapurischer Fußballspieler
- Suhaimi, Shahrul Amri (* 1983), malaysischer Weit- und Dreispringer
- Šuhaj, Nikola (1898–1921), europäischer Räuber
- Suhard, Emmanuel (1874–1949), französischer Theologe, Erzbischof des Erzbistums Paris
- Suharto (1921–2008), indonesischer PolitikerSuharto (1921–2008)

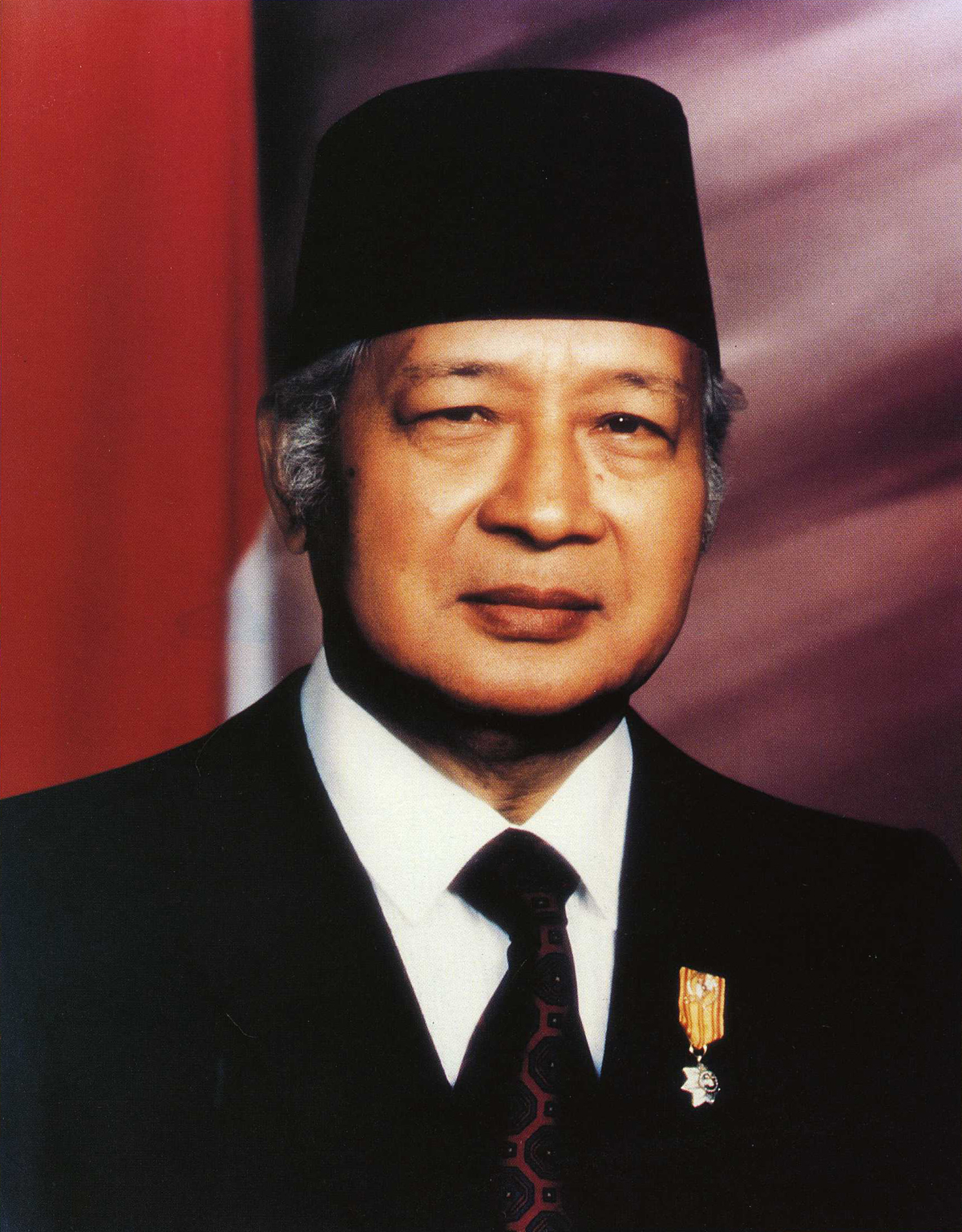
Suharto (1921–2008)

- Suharto, Siti Hartinah (1923–1996), indonesische Ehefrau des Staatsoberhauptes
- Suharyo Hardjoatmodjo, Ignatius (* 1950), indonesischer römisch-katholischer Geistlicher, Erzbischof von Jakarta und Militärbischof von Indonesien
- Suhasini (* 1961), indische Schauspielerin

### Suhe
- Suherman, Joshua (* 1992), indonesischer Pop-Musiker, Sänger und Komponist

### Suhi
- Suhi II., König von Karkemiš
- Suhita, Sechste Monarchin von Majapahit

### Suhl
- Suhl, Eckardt (* 1943), deutscher Hockeyspieler
- Suhl, Harry (1922–2020), deutsch-amerikanischer Physiker
- Sühl, Klaus (* 1951), deutscher Politiker (Die Linke), Staatssekretär in Thüringen
- Suhl, Leonore (* 1922), deutsche Autorin
- Suhl, Ludwig (1753–1819), deutscher Pastor und Jurist
- Sühl-Strohmenger, Wilfried (* 1950), deutscher Pädagoge und Bibliothekar
- Suhle, Arthur (1898–1974), deutscher Numismatiker
- Suhle, Berthold (1837–1904), deutscher Altphilologe und Schachspieler
- Sühler, Adam (1889–1964), deutscher Politiker (DNVP, CSU)
- Sühler, Gustav (1922–1998), deutscher Landwirt und Politiker (CSU), MdB
- Suhling, Lothar (1938–2018), deutscher Technikhistoriker und Museumsdirektor
- Suhling, Lucie (1905–1981), deutsche Widerstandskämpferin gegen den Nationalsozialismus

### Suhm
- Suhm, Burchard von (1666–1720), sächsischer und polnischer Diplomat
- Suhm, Ernst Heinrich von (1668–1729), dänischer Oberst, dann kursächsischer und polnischer Generalmajor
- Suhm, Heinrich von (1693–1744), dänischer Schoutbynacht und Gouverneur in Dänisch-Guinea sowie in Dänisch-Westindien
- Suhm, Johannes (* 1977), deutscher Schauspieler
- Suhm, Nicolaus von (1697–1760), sächsischer Diplomat
- Suhm, Peter Frederik (1728–1798), dänisch-norwegischer Historiker
- Suhm, Peter von (1696–1760), kursächsischer Generalleutnant und Geheimer Kriegsrat
- Suhm, Ulrich Friedrich von (1691–1740), Diplomat und ein Freund Friedrichs des Großen
- Suhm, Ulrik Frederik von (1686–1758), Admiral, Deputierter und Ritter von Dannebrog

### Suhn
- Sühnel, Johann Christian (1687–1770), Pastor und Schriftsteller
- Sühnel, Rudolf (1907–2007), deutscher Philologe
- Suhnel, Theodor (1886–1965), deutscher Architekt
- Suhner, Bertold (1880–1971), Schweizer Unternehmer
- Suhner, Bertold (1910–1988), Schweizer Unternehmer
- Suhner, Gottlieb (1842–1918), Schweizer Unternehmer
- Suhner, Laurence (* 1966), Schweizer Schriftstellerin und Comiczeichnerin
- Suhner, Otto (1866–1941), Schweizer Unternehmer
- Suhner, Reto (* 1974), Schweizer Jazzmusiker (Saxophone, Flöten, Klarinetten, Komposition)
- Sühnholz, Wolfgang (1946–2019), deutsch-US-amerikanischer Fußballspieler und -trainer

### Suho
- Suho, Albert, deutscher Geistlicher und Schreiber
- Suhodolčan, Leopold (1928–1980), slowenischer Schriftsteller
- Suholežnik, Matic (* 1995), slowenischer Handballspieler
- Suhonen, Alpo (* 1948), finnischer Eishockeyspieler und -trainer
- Suhonen, Anssi (* 2001), finnischer Fußballspieler
- Suhonen, Ari (* 1965), finnischer Mittelstreckenläufer
- Suhonen, Heikki (* 1951), finnischer Fußballspieler
- Suhonen, Verneri (* 1997), finnischer Skilangläufer
- Suhor, Yvonne (1961–2018), US-amerikanische Theater-, Film- und Fernsehschauspielerin

### Suhr
- Suhr, Albert (1920–1996), deutscher Arzt und Widerstandskämpfer gegen den Nationalsozialismus
- Suhr, Anita (1900–1991), deutsche Malerin
- Suhr, Christoffer (1771–1842), deutscher Lithograf, einer der Gebrüder Suhr
- Suhr, Cornelius (1781–1857), deutscher Lithograf, einer der Gebrüder Suhr
- Suhr, Dieter (1939–1990), deutscher Jurist und Hochschullehrer
- Suhr, Friedrich (1907–1946), deutscher Jurist, SS-Führer und Täter des HolocaustFriedrich Suhr (1907–1946)

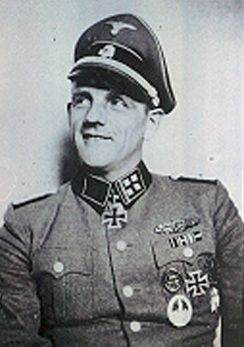
Friedrich Suhr (1907–1946)

- Suhr, Geertje (* 1943), deutsche Schriftstellerin und Germanistin
- Suhr, Giselher (1945–2018), deutscher Journalist
- Suhr, Heiko (* 1983), deutscher Historiker
- Suhr, Heinz (1904–1985), deutscher Schauspieler
- Suhr, Heinz (1951–2020), deutscher Politiker (Bündnis 90/Die Grünen), MdB
- Suhr, Jennifer (* 1982), US-amerikanische Stabhochspringerin
- Suhr, Johannes Theodor (1896–1997), dänischer Geistlicher, katholischer Bischof von Kopenhagen
- Suhr, Josephine (* 1997), deutsche Volleyballspielerin
- Suhr, Jürgen (* 1959), deutscher Politiker (Bündnis 90/Die Grünen), MdL
- Suhr, Leandro (* 1997), uruguayischer Fußballspieler
- Suhr, Marc (* 1969), deutscher Basketballspieler
- Suhr, Otto (1894–1957), deutscher Politiker (SPD), MdA, MdB
- Suhr, Otto Wilhelm Albert (1902–1948), deutscher Dolmetscher und Ermittler bei der Sicherheitspolizei (Sipo) in Oslo während des Zweiten Weltkriegs
- Suhr, Paul (1902–1933), deutscher Politiker (KPD), MdL
- Suhr, Peter (1788–1857), deutscher Lithograf, einer der Gebrüder Suhr
- Suhr, Rüdiger (* 1968), deutscher Fußballspieler (DDR)
- Suhr, Susanne (1893–1989), deutsche Politikerin (SPD), Mitglied des Abgeordnetenhauses von Berlin
- Suhrada, Franz (* 1954), österreichischer Schauspieler
- Suhrawardī, Abū n-Nadschīb as- (1097–1168), iranischer sunnitischer Sufi-Gelehrter
- Suhrawardi, Schihab ad-Din Yahya (1154–1191), islamischer MystikerSchihab ad-Din Yahya Suhrawardi (1154–1191)

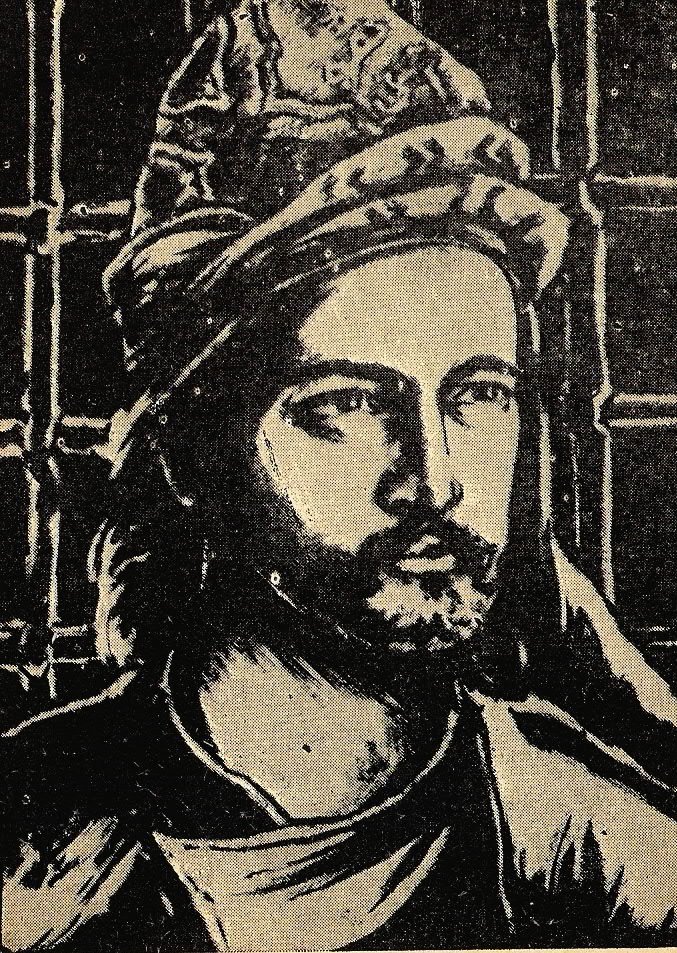
Schihab ad-Din Yahya Suhrawardi (1154–1191)

- Suhrawardy, Huseyn Shaheed (1892–1963), bengalischer Politiker und Rechtsanwalt
- Suhrbier, Hartwig (* 1942), deutscher Literaturwissenschaftler und Hörfunkredakteur
- Suhrbier, Max (1902–1971), deutscher Politiker (LDPD) und Funktionär, MdV
- Suhrbier, Willy (1921–2000), deutscher Badmintonspieler
- Suhrborg, Erna (1910–1995), deutsche Malerin
- Suhrborg, Gabriele (* 1959), deutsche Schriftstellerin und Künstlerin
- Suhren, Fritz (1908–1950), deutscher SS-Sturmbannführer und Lagerkommandant im KZ Ravensbrück
- Suhren, Gerd (1914–1991), deutscher Marineoffizier, Leitender Ingenieur für U-Boote im Zweiten Weltkrieg
- Suhren, Reinhard (1916–1984), deutscher Marineoffizier, U-Boot-Kommandant im Zweiten Weltkrieg
- Sührig, Herbert (1900–1959), deutscher Politiker (SPD)
- Sühring, Peter (* 1946), deutscher Musikwissenschaftler
- Suhrkamp, Peter (1891–1959), deutscher Verleger und Gründer des Suhrkamp VerlagsPeter Suhrkamp (1891–1959)

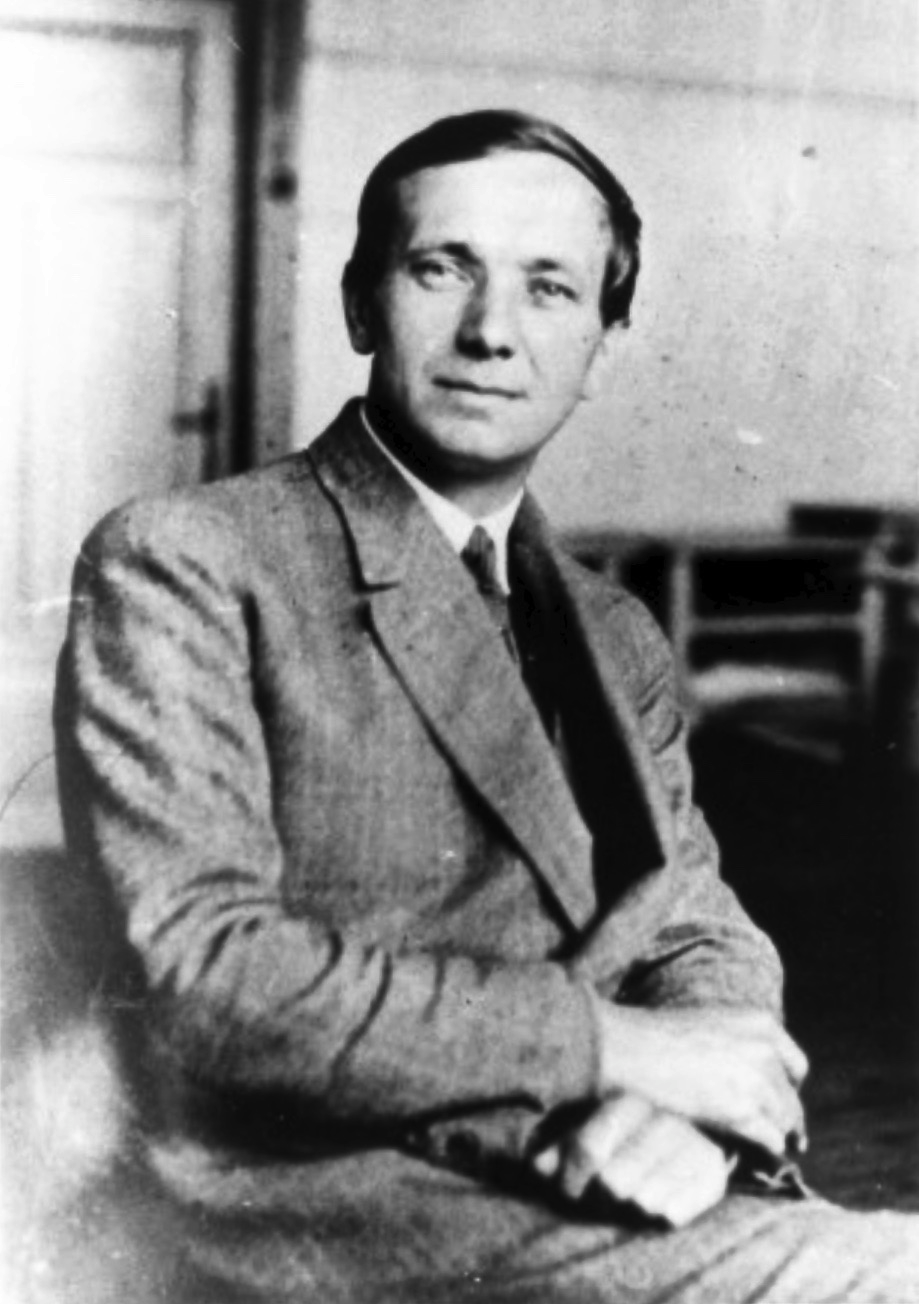
Peter Suhrkamp (1891–1959)

- Suhrlandt, Carl (1828–1919), deutscher Maler
- Suhrlandt, Johann Heinrich (1742–1827), deutscher Hofmaler der mecklenburgischen Herzöge
- Suhrlandt, Rudolph (1781–1862), deutscher Porträtmaler und Lithograf
- Suhrlandt, Wilhelmine (1803–1863), deutsche Lithographin
- Suhrmann, Rudolf (1895–1971), deutscher Chemiker und Hochschullehrer
- Suhrstedt, Tim (* 1948), US-amerikanischer Kameramann

### Suht
- Suhtscheck-Hauschka, Friedrich von (1883–1944), österreichischer Germanist

### Suhu
- Suhubiette, Joël (* 1962), französischer Dirigent